# Luciano Pimentel
Luciano Azevedo Pimentel (Brumado, 26 de setembro de 1988) é um político brasileiro. Em 2018, foi eleito deputado estadual de Sergipe pelo Partido Socialista Brasileiro (PSB) com 16 907 votos.